# Camaricus nigrotesselatus
Camaricus nigrotesselatus är en spindelart som beskrevs av Simon 1895. Camaricus nigrotesselatus ingår i släktet Camaricus och familjen krabbspindlar. Utöver nominatformen finns också underarten C. n. lineitarsus.